# Autoroute A709 (France)
L'autoroute A709 est une autoroute urbaine à 2 × 3 voies gratuite pour le trafic local, dénomination de l'ancien tronçon de l'autoroute A9 de 23 kilomètres permettant la desserte de l'agglomération de Montpellier entre les communes Saint-Brès et Fabrègues depuis le 31 mai 2017, date de son doublement par la nouvelle autoroute l'A9 passant à quelques centaines de mètres plus au sud sans aucune sortie. L’autoroute A709 a maintenant fonction de périphérique sud de la métropole de Montpellier. À ce titre, c'est l'exemple typique d'une voie rapide urbaine en France.
L'A709 est limitée à 90 km/h ou 70 km/h selon les tronçons. Elle reste sous la concession des ASF (Autoroutes du Sud de la France).

## Histoire

### L'ancien tronçon de l'autoroute A9
L'autoroute A709 occupe depuis le 31 mai 2017 une ancienne portion de l'autoroute A9 contournant Montpellier et son agglomération construite entre 1967 et 1975. Auparavant, le trafic de transit et le trafic local étaient mêlés, ce qui causait des problèmes récurrents d'embouteillages et d'accidents impliquant des poids-lourds.
La situation et l'histoire de cette autoroute la rend similaire au cas de l'autoroute A344 à Reims, qui occupe depuis 2010 un ancien tronçon de l'autoroute A4. Cette dernière contourne désormais la ville par le sud à la manière de l'A9 pour Montpellier.

### Le projet de séparation des trafics locaux et de transit
Ce projet a été imaginé à la fin des années 2000 et au début des années 2010 au regard de l'important trafic journalier que subit le sud de Montpellier non seulement l'été (avec des pointes de 130 000 véhicules/jour) mais aussi le reste de l'année (100 000 véhicules/jour). Les prévisions de croissance du trafic durant les années suivantes a également joué un rôle dans la décision de réaliser ce projet. Si rien n'était entrepris, le contournement de Montpellier aurait été de plus en plus saturé l'été et aux heures de pointe, dégradant de façon considérable la qualité et le temps de trajet.
Il doit consister en la création d'un nouveau tronçon autoroutier à 2 × 3 voies contournant Montpellier sans barrière de péage et uniquement destiné au trafic de transit ayant pour nom provisoire A9b, le tronçon déjà existant ne servant alors plus que de périphérique sud de Montpellier pour le trafic local en prenant le nom d'A9a. Pour délimiter cette nouvelle rocade, le péage situé à Saint-Jean-de-Védas (péage de Montpellier 2) doit être modernisé tandis qu'un péage doit être construit sur la commune de Baillargues (péage de Montpellier 1), en remplacement du péage vétuste de Gallargues-le-Montueux sur l'A9 15 kilomètres en amont dans le Gard.
Quant au nom définitif de l'aménagement routier, il fut décidé en 2016 que l'A9a prendrait le nom d'A709 et l'A9b conserverait le nom A9

### La réalisation et la mise en service
Les premiers travaux du nouveau tronçon de l'A9 ont débuté en mars 2013 avec la déviation des réseaux d'eau, d'électricité, de gaz et téléphoniques. Les travaux de terrassement à proprement parler ont commencé en 2014. Durant les années qui suivirent jusqu'en 2017, le chantier n'a pas connu d'arrêt et un seul accident majeur : la chute mortelle d'un pont d'un surveillant de chantier dans la nuit du mardi 8 au mercredi 9 novembre 2016.
La nouvelle autoroute A9 dite « Contournement sud de Montpellier » a été inaugurée avec 6 mois d'avance le 10 mars 2017. Elle a ouvert à la circulation en deux temps, les mardi 30 (dans le sens Montpellier/Nîmes) et mercredi 31 mai 2017 (dans le sens Nîmes/Montpellier) entre 5 h et 8 du matin, laissant à l'A709 sa mission définitive de desserte locale et sa gratuité entre les péages de Baillargues et Saint-Jean-de-Védas.

## Circulation

### Parcours
Section concédée à ASF et payante (sauf entre les sorties 28 à 32).
- Échangeur entre A9 et A709 à 0 km : Nîmes, Marseille, Lyon (A7)
- Péage de Baillargues (Montpellier 1)
- 28 Vendargues (RN 113) à 3,3 km : Montpellier - Hôpitaux Facultés, Vendargues, Le Crès, Castelnau-le-Lez, Mauguio, Baillargues, Alès, Nîmes
- 29 Montpellier - est à 10,5 km : Montpellier - centre, Millénaire,  Aéroport Montpellier Méditerranée, La Grande-Motte, Carnon-Plage
- 30 Montpellier - sud (RD 986) à 14,5 km : Montpellier - centre, Prés d'Arènes, Palavas-les-Flots, Lattes
- 31 Montpellier - ouest (RD 613) à 16,6 km : Montpellier - Croix d'Argent, Montpellier-Mosson, Maurin par RD 132 ; Béziers, Sète, Villeneuve-lès-Maguelone
- 32 Saint-Jean-de-Védas (RD 612) à 20 km : Saint-Jean-de-Védas, Millau et Clermont-Ferrand (A750 et A75)
- Péage de Saint-Jean-de-Védas (Montpellier 2)
- Échangeur entre A9 et A709 à 23 km : Narbonne, Sète, Barcelone, Toulouse (A61)

### Particularité
Sur deux tronçons, celui se situant sur les communes de Fabrègues et de Saint-Jean-de-Védas et celui sur les communes de Saint-Aunès et Saint-Brès, les deux sens de circulation de l'A709 sont séparés par l'autoroute A9, qui se situe donc au milieu de l’aménagement routier. Cela est rendu possible car l'A9 au sud de Montpellier est destinée uniquement au trafic de transit, elle ne comporte donc pas de sorties.

## Galerie photographique

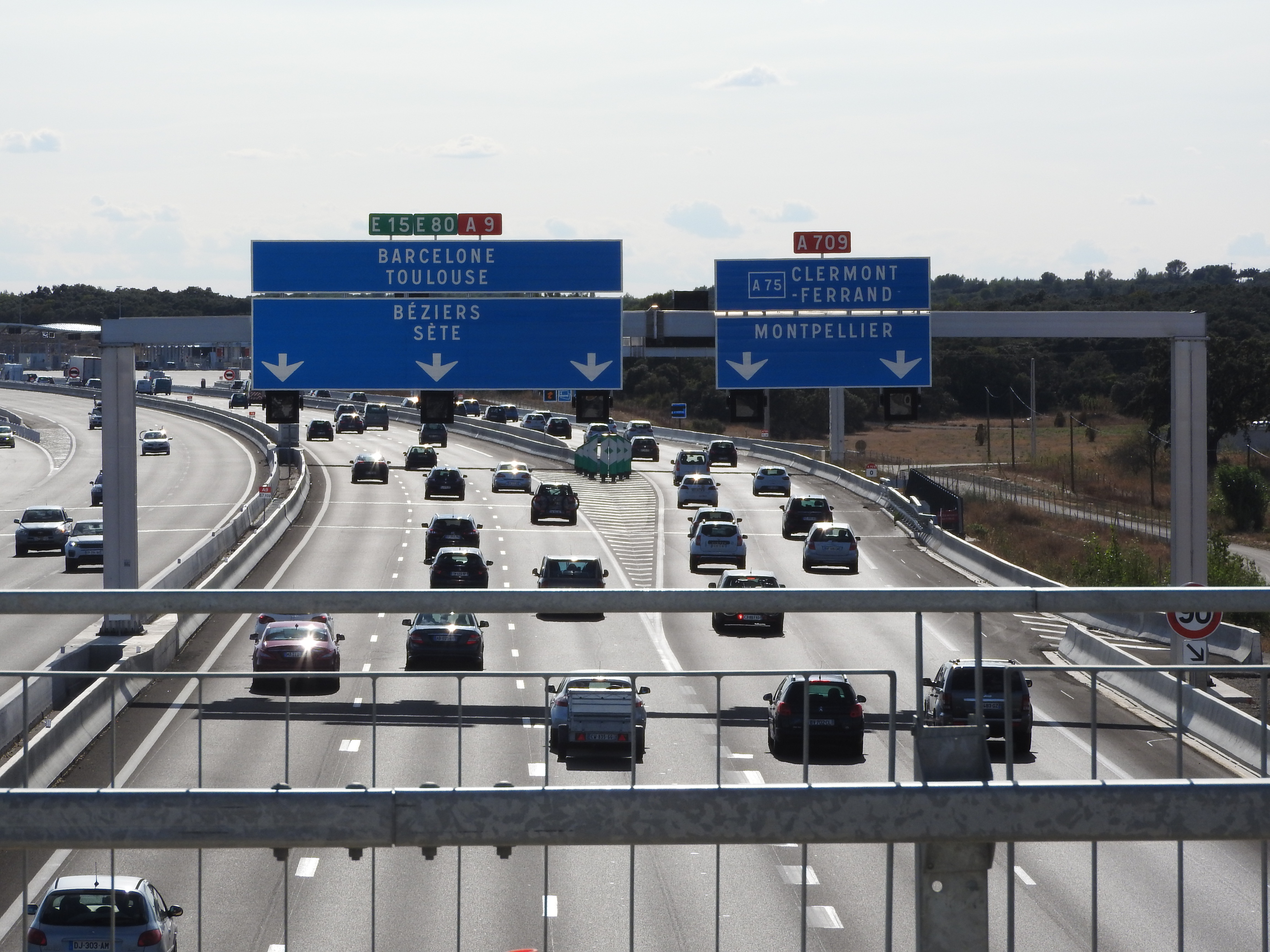
Échangeur entre l'A9 et l'A709 au niveau du péage de Montpellier-1 (Baillargues).
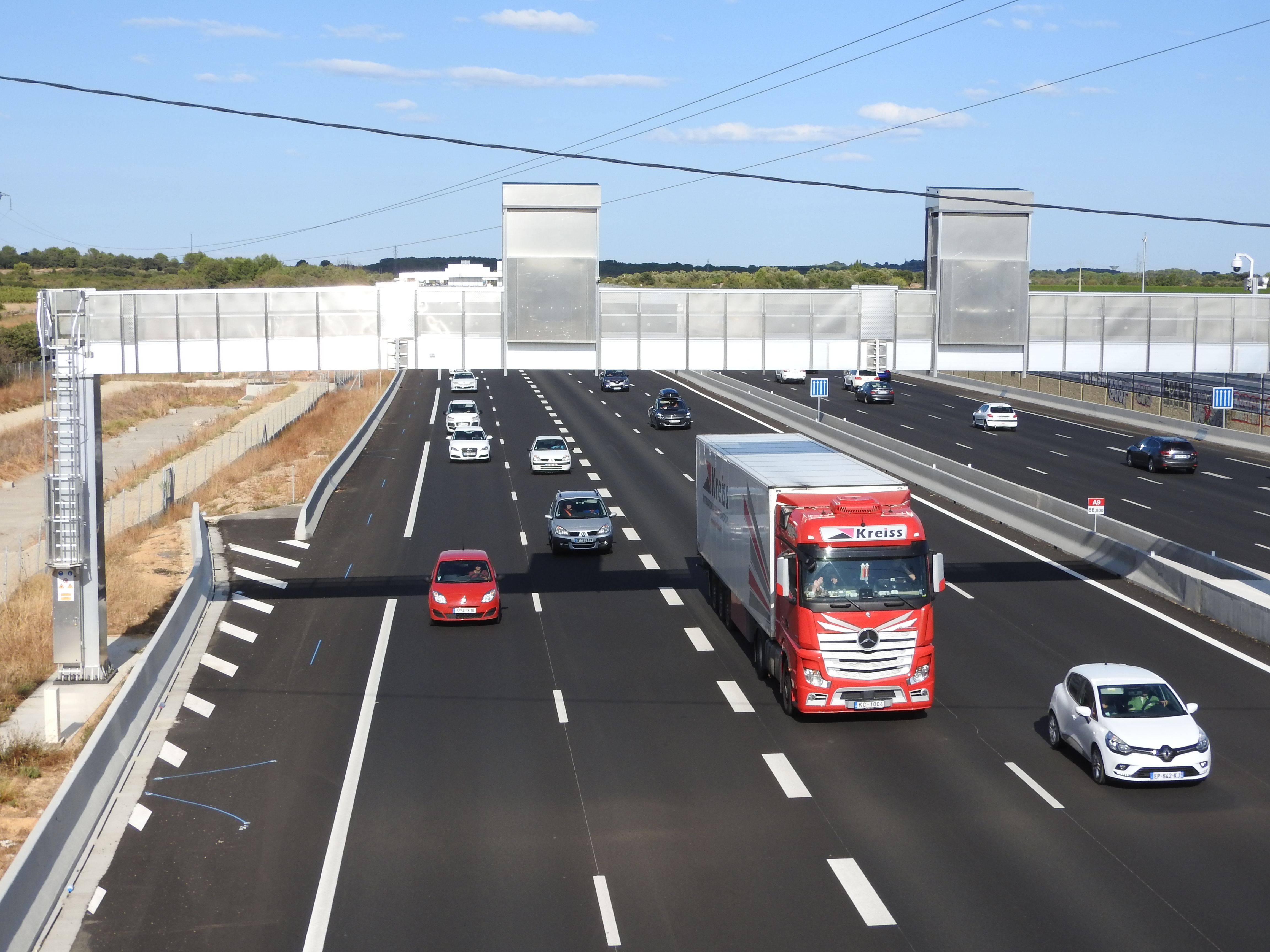
Vue rapprochée du même échangeur (à gauche l'A709, à droite l'A9).